# Changfeng Liebao CS6
Der Changfeng Liebao CS6 war ein Geländewagen auf Basis des Mitsubishi Pajero V20 der zum chinesischen Automobilhersteller GAC Changfeng Motor gehörenden Marke Changfeng Liebao (Marke Changfeng und Submarke Liebao). Das Fahrzeug wurde auf der North American International Auto Show im Januar 2007 in Detroit vorgestellt.

## Technische Daten
Angetrieben wurde der CS6 von einem 92 kW (125 PS) starken 2,4-Ottomotor von Mitsubishi Motors. Serienmäßig hatte der Geländewagen Vorderradantrieb, optional war Allradantrieb erhältlich.
|                                             | 2.4                         |
| Bauzeitraum                                 | 2007–2014                   |
| Motorkenndaten                              |                             |
| Motortyp                                    | R4-Ottomotor                |
| Motoraufladung                              | —                           |
| Hubraum                                     | 2351 cm³                    |
| max. Leistung bei min−1                     | 92 kW (125 PS) / 5250       |
| max. Drehmoment bei min−1                   | 190 Nm / 2500–2750          |
| Kraftübertragung                            |                             |
| Antrieb, serienmäßig                        | Vorderradantrieb            |
| Antrieb, serienmäßig                        | (Allradantrieb)             |
| Getriebe                                    | 5-Gang-Schaltgetriebe       |
| Messwerte                                   |                             |
| Höchstgeschwindigkeit                       | 140 km/h (140 km/h)         |
| Beschleunigung, 0–100 km/h                  | 25,0 s (25,0 s)             |
| Leergewicht                                 | 1875 kg (1960 kg)           |
| Kraftstoffverbrauch auf 100 km (kombiniert) | 10,8 l Super (11,4 l Super) |

- Werte in runden Klammern gelten für Modell mit Allradantrieb.